# Fernando Castro (calciatore 1949)
Fernando Castro Lozada (Manizales, 11 febbraio 1949) è un ex calciatore colombiano, di ruolo difensore.

## Carriera

### Club
Ha sempre giocato nella massima serie colombiana, con varie squadre.

### Nazionale
Ha fatto parte della Nazionale colombiana dal 1969 al 1981, prendendo parte alla Copa América 1979.